# Heliophanus okinawensis
Heliophanus okinawensis är en spindelart som beskrevs av Kishida 1910. Heliophanus okinawensis ingår i släktet Heliophanus och familjen hoppspindlar. Inga underarter finns listade i Catalogue of Life.